# Ray Mauritsson
Ray Mauritsson, född 28 oktober 1962, är en svensk företagsledare. 
Mauritsson har en civilinjörsexamen i teknisk fysik från Lunds universitet samt en Executive MBA-examen från Ekonomihögskolan vid Lunds universitet. År 1995 anställdes han på nätverkskameraföretaget Axis AB där han sedan 2003 är verkställande direktör.
År 2009 tilldelades Mauritsson det prestigefulla priset Gold Shield Award som delas ut av Global Security Industry Alliance’s (GSIA) till personer som gjort "enastående insatser inom den globala säkerhetsindustrin". Tre år senare blev han utsedd till Årets vd i Sverige av ledarskapssajten Motivation.se och utbildningsföretaget Executive People. Motiveringen var att han "med banbrytande produkter och nya tekniker under en tioårsperiod framgångsrikt stärkt bolagets position som marknadsledande inom sitt område med en tillväxttakt på mellan 11 och 39 procent om året."